# Tutufa (Tutufa) tenuigranosa
Tutufa (Tutufa) tenuigranosa is een slakkensoort uit de familie van de Bursidae. De wetenschappelijke naam van de soort is voor het eerst geldig gepubliceerd in 1914 door E. A. Smith.